# أليخاندرا أوليفيراس
أليخاندرا أوليفيراس (بالإسبانية: Alejandra Oliveras) هي ملاكمة محترفة أرجنتينية. خاضت خلال مسيرتها 37 نزالا، فازت في 32 وتعادلت في 2 وخسرت في 3. فازت بالضربة القاضية في 16 نزالا.

## المسيرة الاحترافية
من نزالاتها:
- انتصرت على جاكي نافا بالضربة القاضية (20-05-2006).

## روابط خارجية
- أليخاندرا أوليفيراس على موقع بوكس ريك (الإنجليزية) (registration required)